# 1ª Divisão 1990-1991 (hockey su pista)
La 1ª Divisão 1990-1991 è stata la 51ª edizione del torneo di primo livello del campionato portoghese di hockey su pista. La competizione è iniziata il 3 novembre 1990 e si è conclusa il 30 maggio 1991. Il torneo è stato vinto dal Porto per l'ottava volta nella sua storia.

## Stagione

### Formula
La 1ª Divisão 1990-1991 vide ai nastri di partenza quattordici club; la manifestazione fu organizzata con un girone all'italiana, con gare di andata e ritorno per un totale di 26 giornate: erano assegnati 3 punti per l'incontro vinto, 2 punti a testa per l'incontro pareggiato, e 1 punto per la sconfitta. Al termine del campionato la squadra prima classificata venne proclamata campione del Portogallo mentre la dodicesima, la tredicesima e la quattordicesima retrocedettero direttamente in 2ª Divisão, il secondo livello del campionato.

## Classifica finale
|       | Pos. | Squadra         | Pt | G  | V  | N | P  | GF  | GS  | DR   |
| ----- | ---- | --------------- | -- | -- | -- | - | -- | --- | --- | ---- |
|       | 1.   | Porto           | 72 | 26 | 22 | 2 | 2  | 204 | 91  | +113 |
| [ 1 ] | 2.   | Barcelos        | 71 | 26 | 22 | 1 | 3  | 252 | 99  | +153 |
|       | 3.   | Benfica         | 71 | 26 | 22 | 1 | 3  | 205 | 74  | +131 |
|       | 4.   | Valongo         | 58 | 26 | 14 | 4 | 8  | 121 | 100 | +21  |
| [ 2 ] | 5.   | Sporting CP     | 58 | 26 | 15 | 2 | 9  | 174 | 128 | +46  |
|       | 6.   | Oliveirense     | 55 | 26 | 13 | 3 | 10 | 146 | 121 | +25  |
|       | 7.   | Juventude Viana | 52 | 26 | 11 | 4 | 11 | 156 | 143 | +13  |
|       | 8.   | Turquel         | 51 | 26 | 11 | 3 | 12 | 125 | 107 | +18  |
|       | 9.   | Sanjoanense     | 45 | 26 | 6  | 7 | 13 | 98  | 122 | -24  |
|       | 10.  | Paço de Arcos   | 43 | 26 | 8  | 1 | 17 | 107 | 173 | -66  |
|       | 11.  | Académica       | 43 | 26 | 5  | 7 | 14 | 120 | 169 | -49  |
|       | 12.  | Bom Sucesso     | 42 | 26 | 6  | 4 | 16 | 109 | 158 | -49  |
|       | 13.  | Fisica          | 37 | 26 | 3  | 5 | 18 | 98  | 193 | -95  |
|       | 14.  | Quimigal        | 30 | 26 | 1  | 2 | 22 | 101 | 339 | -238 |

Legenda:
  Vincitore della Coppa del Portogallo 1990-1991.
      Campione del Portogallo e ammessa alla Coppa dei Campioni 1991-1992.
      Eventuali altre squadre ammesse alla Coppa dei Campioni 1991-1992.
      Ammessa in Coppa delle Coppe 1991-1992.
      Ammessa in Coppa CERS 1991-1992.
  Relegato agli spareggi per la permanenza in 1ª Divisão.
      Retrocessa in 2ª Divisão 1991-1992.
Note:
Tre punti a vittoria, due a pareggio, uno a sconfitta.